# Taliniella
Taliniella là một chi nhện trong họ Micropholcommatidae.